# 록히드 사건

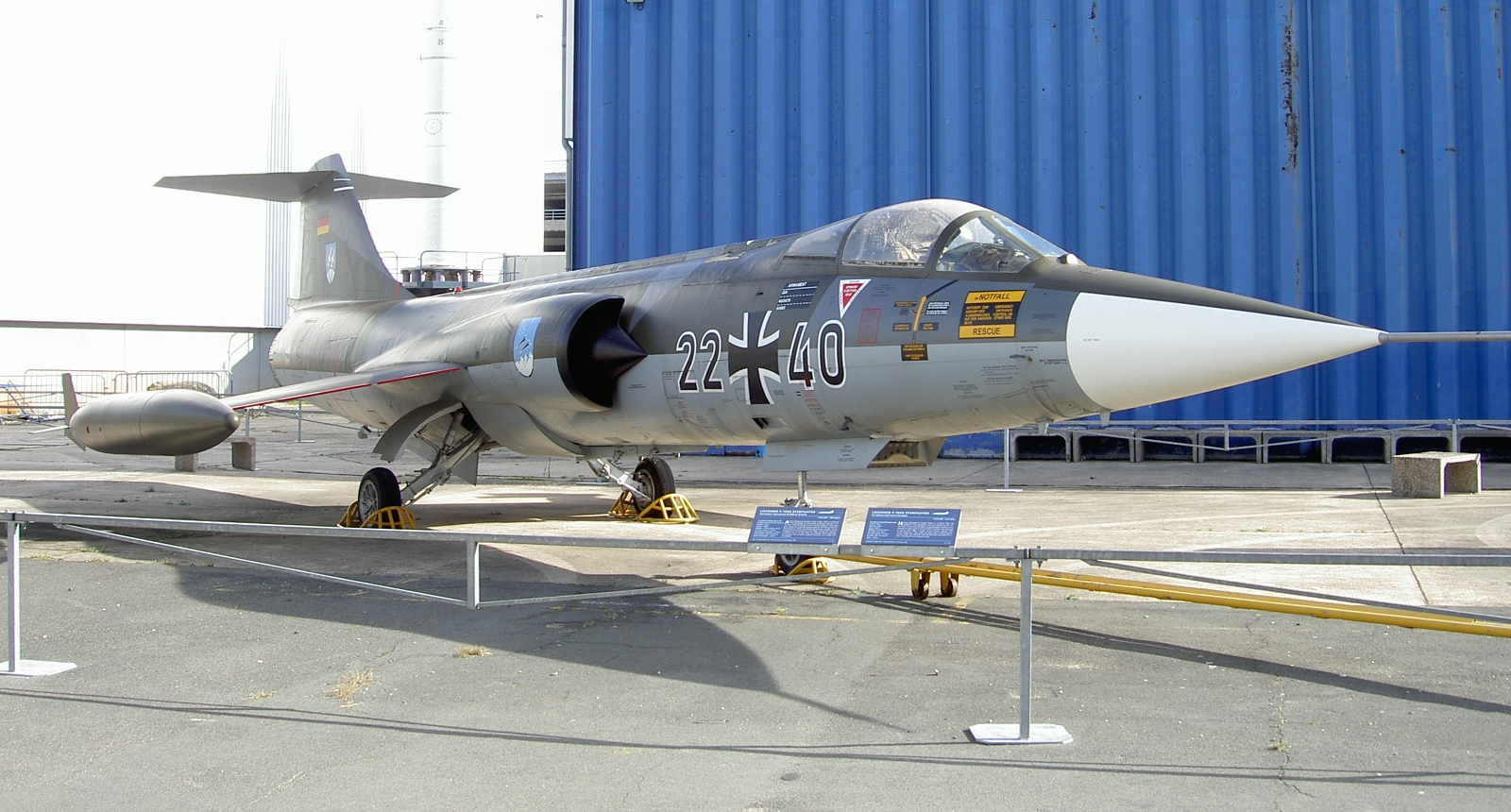
독일 공군 도장이 된 록히드 F-104G 스타파이터

록히드 사건(영어: Lockheed bribery scandals)은 미국의 방위산업체인 록히드에서 1950년대 후반부터 1970년대까지 항공기를 팔기 위해서 여러 나라에 뇌물을 뿌린 일련의 사건이다. 이 사건은 서독, 이탈리아, 네덜란드, 일본 정치계에 큰 영향을 주었다. 이 사건의 영향으로 L-1011 트라이스타의 실패로 위기에 빠졌던 록히드가 파산 일보 직전까지 갔다.

## 배경
미국 정부는 1971년 록히드에 보석을 선고하였고, 회사에서 받은 은행 대출 1억 9500만 달러의 지급을 보증하였다. 연방 긴급 대출 자문 위원회에서는 이 과정을 조사하기로 하였고, 록히드가 정부에 해외 지불을 숨기고 있는지 조사하였다.
1975년 후반과 1976년 초반 미국 상원 의원 프랭크 처치에 의해서 시작된 조사에 따르면 록히드 이사회는 군용기 계약을 위해서 록히드에 우호적인 국가에 뇌물을 지불하였다고 한다. 1976년 "세기의 계약"이라고 불리는 록히드 F-104 스타파이터를 포함한 항공기 판매를 위해서 록히드가 2200만 달러의 뇌물을 제공하였다고 하였다.

## 서독
전직 록히드 로비스트 에르네스트 하우저는 서독 국방부 장관 프란츠 요세프 스트라우스 및 소속 정당에서 서독의 F-104G 스타파이터 900대 구매에 대한 대가로 1961년 최소 1000만 달러를 받았다고 밝혔다. 그와 정당은 혐의를 부인하였고, 스트라우스는 로비스트를 고소하였다. 진술에 대한 확증이 없어서 고소가 취하되었다.
1976년 9월 독일 연방하원 선거 결선 투표에서 국방부 내에 "록히드 문서"가 어디에 남아 있느냐는 질문을 받았을 때 논쟁이 다시 시작되었다. 익명의 출처에서 거짓일 가능성이 일부 있는 문서가 미디어로 유출되었다. 이들 문서에 의하면 국방 위원회 소속 독일 하원 의원 만프레드 뵈르너가 록히드가 비용을 부담하는 록히드 미국 공장 견학을 초대받았다고 알려졌다. 조사 과정에서 스타파이터 구매에 관한 문서가 1962년 손실되었음이 알려졌다. 1978년 1월부터 1979년 5월까지 하원 질의에서 문서의 행방이 다시 논의되었다. 미국 측의 록히드 문서 조사에 의하면 뵈르너의 견학은 독일에서 지원을 받았으며, 록히드 S-3의 시험 비행과 관련이 있다고 하였다. 뵈르너는 여행 비용의 일부만 지불하였으며, 미국에서 귀국하는 항공편은 록히드의 지원을 받았다.
Woerner was accompanied by his secretary and a portion of her expenses were paid by Lockheed. Further, Woerner "lost" his government paid ticket back to Germany and Lockheed "accommodated" him by giving him another ticket. (뵈르너는 비서를 동행하였고 비서 여행 경비의 일부는 록히드가 지원하였다. 또한 뵈르너는 독일에서 지불한 항공권을 "분실"하였고, 록히드는 또 다른 항공권을 "지원"하였다.)

## 이탈리아
이탈리아에서 일어난 사건은 이탈리아 공군의 C-130 허큘리스 수송기 구매와 관련하여 기독민주당 측 정치인에 뇌물을 지불한 사건에서 시작한다. 뇌물 제공의 가능성은 정치 잡지 L'Espresso에서 처음 제기되었으며, 전직 내각 의원 루이지 구이, 마리오 타나시, 전직 총리 마리아노 루모르, 전직 대통령 조반니 레오네가 연루되었다고 하였다. 이 결과로 조반니 레오네 대통령은 1978년 6월 15일 사임하였다.

## 일본

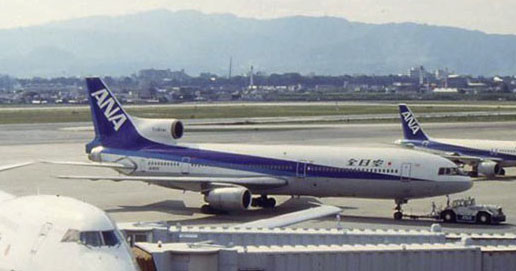
1992년 오사카 국제공항에 있는 전일본공수 소속 L-1011

일본의 록히드 사건은 마루베니 상사를 비롯한 일본 정치계, 산업계, 야쿠자의 고위층과 연계되어 있다. 뇌물을 받은 사람에는 재정부 장관 사토 에이사쿠 및 겐다 미노루가 포함되어 있었다. 1957년 일본 자위대는 노후한 F-86 세이버를 그루먼 F-11 슈퍼 타이거로 교체하려고 하였으나, 자유민주당 관료들에게 로비한 결과로 F-104를 도입하였다.
이후 록히드는 극우파 고다마 요시오를 고용하여 전일본공수를 비롯한 일반 항공사들이 DC-10 대신 L-1011을 구매하도록 영향을 주려고 하였다. 1974년 다치바나 다카시가 분게이슌슈(일본 문예춘추)에 쓴 특종 기사로 뇌물을 주고 받은 사실이 폭로됐다. 당시 뇌물을 받은 자들은 정치인 및 고위 관리들이었으며, 현직 수상이었던 다나카 가쿠에이도 뇌물 수수 혐의로 구속되었다. 록히드는 1976년 2월 6일에 사건 내용을 미국에 보고하였다.
록히드는 전일본공수와의 계약을 위해 24억 엔을 지불하였다. 이 중 5억 엔이 총리에게 돌아갔으며, 1억 6,000만 엔이 전일본공수 관리들에게 돌아갔고, 17억 엔이 고다마에게 돌아갔다.
 1972년 10월 30일 전일본공수는 대당 500만 달러의 가격으로 L-1011 21대를 구매하기로 했다고 밝혔다. 이 과정에서 전일본공수는 L-1011을 주문하게 되어 DC-10의 주문을 취소했고, 전일본공수의 주문 취소분은 터키항공이 MD에서 임차하게 된다.
다나카는 1976년 7월 27일에 구속되었으며, 2억 엔 보석으로 석방되었다. 1983년 10월 12일 도쿄 대법원에서는 외환 관리법에 의하여 유죄를 선고받았으나 뇌물로 유죄를 선고받지는 않았다. 4년 징역형이 구현되었으나, 1993년 죽을 때까지 참정권을 가질 수 있었다.
현직 수상이 뇌물을 받아 구속된 록히드 사건은 일본 사람들에게 1955년 이후 38년간 집권한 일본 우파 정당인 자유민주당 정권에 대한 불신을 심어 주었고, 초등학교 졸업의 짧은 학력을 극복하고 수상이 되었다는 다나카 가쿠에이 신화에 대한 환상을 깨었다는 의미를 가지고 있다. 이후 세가는 이 사건을 아임 쏘리라는 게임으로 패러디했다.
전일본공수의 L-1011은 별다른 사고 없이 운용된 후, 1995년에 모두 퇴역했다.

## 네덜란드

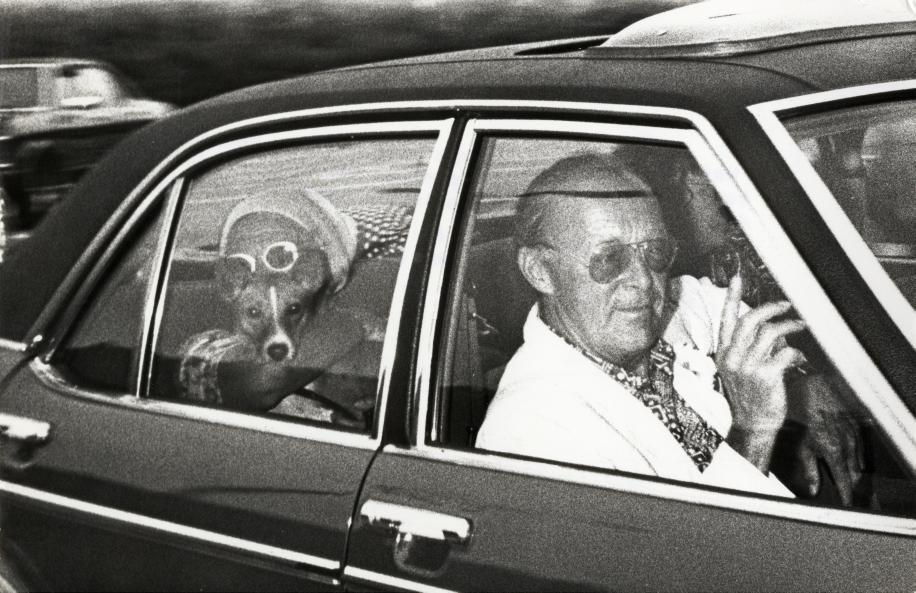
록히드 사건으로 인하여 이탈리아를 방문했다 귀국한 베른하르트 공과 율리아나 여왕 부부

록히드는 네덜란드 공군이 미라주 5 대신 록히드 F-104를 구입할 수 있도록 베른하르트 공에게 1100만 달러를 뇌물로 지불하였다. 그는 세계 300여개 회사의 이사회에서 근무하였으며, 네덜란드의 경제를 이끌어가는 인물로 칭송받았다. 당시 네덜란드 총리 요프 덴 아윌은 사건을 조사하고 있었고, 베른하르트 공은 답변을 거부하면서 "나는 이런 것 위에 있다"고 하였다. 이 결과로 베른하르트 공이 구속되었을 때 율리아나 여왕은 퇴진 위기에 몰렸다. 베른하르트 공은 이후 석방되었으나, 여러 공직에서 물러나야 했고 제복 착용권을 박탈당했다.
베른하르트 공은 항상 혐의를 거부하였으나, 사후 2004년 12월 1일 뇌물을 받았음을 인정하는 자료가 공개되었다. 이에 따르면 "내 무덤에 록히드라는 말을 새기라"고 하였다.

## 사우디아라비아
1970년부터 1975년까지 록히드는 사우디아라비아 측 무기 거래상에게 1억 6백만 달러의 수수료를 지불하였다. 수수료는 2.5%에서 시작하여 15%까지 늘어났다. 록히드 국제 마케팅 부서의 당시 부부장에 의하면 그는 록히드의 마케팅을 전적으로 위임받았고, 록히드의 시장 진입, 전략, 컨설팅, 시장 분석을 모두 맡았다고 한다.

## 사건 이후
록히드 이사회 의장 다니엘 휴턴과 회장 칼 코치안은 1976년 2월 13일 사임하였다. 이 사건은 1977년 12월 19일 지미 카터 대통령이 서명한 해외 뇌물법(Foreign Corrupt Practices Act)을 만든 계기가 되었다. 이 법에 따르면 미국인과 미국 내 사업체는 외국 정부에 뇌물을 줄 수 없다.
[록히드사건 회고록] 스컹크 웍스Skunk Works(구린내나는 작업)의 벤 리치는 다음과 같이 회고하였다.
록히드의 고위층은 10년 이상 네덜란드(특히 율리아나 여왕의 남편이었던 베른하르트 공), 일본과 독일 정치인, 이탈리아 정치인과 장군, 홍콩과 사우디아라비아 등지의 고위층에게 우리 비행기를 사도록 뇌물을 주었음을 인정하였다. (록히드사 스컹크 웍스 첫 팀 지도자 클라렌스 "켈리" 존슨을 가리키며) 특히 켈리는 이러한 관계에 염증을 느껴 록히드 고위층이 불명예 퇴직하였음에도 불구하고 거의 사직하려고 하였다.